# Локалитет Стражилово
Локалитет Стражилово је локалитет у режиму заштите I степена, површине 15,15ha, у североисточном делу НП Фрушка гора.
Налази се у ГЈ 3801 Стражилово-Парагово, одељења 16 (одсек „а”) и 17 (одсек „д”). На Стражилову је 1960. године издвојена мешовита шума храстова са грабићем, која се по термофилним особинама издваја као најксеротермнија у овом подручју. Те шумске заједнице означене су као посебан амбијент Фрушке горе, као малена острва субмедитерана у Панонској низији. Поред тога, грабић се овде налази на крајње северној граници распрострањења на Балкану. Развијен је на јако стрмим, југоисточно експонираним падинама. Спрат дрвећа изграђује пет врста храстова: китњак, цер, медунац, крупнолисни медунац, црни јасен и грабић. Због тога је мешовита шума храстова са грабићем одређена као реликтна, полидоминатна шума у рефугијуму (редак тип најтоплијих и најсувљих станишта) Стражиловачког потока, са најстрожим режимом заштите.

## Галерија
- Гроб Бранка Радичевића